# Bohobli
Bohobli est une localité de l'ouest de la Côte d'Ivoire, et appartenant au département de Toulepleu, Région du Moyen Cavally. La localité de Bohobli est un chef-lieu de commune.